# Felhajtóerő (hidrosztatika)
A nyugvó folyadék és gáz a benne lévő testre felfelé irányuló erővel hat. Ezt az erőt felhajtóerőnek nevezzük.

## A felhajtóerő függ
- a test folyadékba bemerülő részének térfogatától;
- a folyadék sűrűségétől.

A felhajtóerő nagysága nem függ a test anyagától. 
Megállapítható, hogy a felhajtóerő nem csak a folyadékba, hanem a gázba merülő testre is hat.

## Arkhimédész törvénye
Minden folyadékba vagy gázba merülő testre felhajtóerő hat. A felhajtóerő egyenlő  nagyságú a test által kiszorított folyadék vagy gáz súlyával. Ez Arkhimédész törvénye.
A felhajtóerő nagyságát a kiszorított folyadék térfogatának és sűrűségének ismeretében ki is számolhatjuk. A felhajtóerő a hidrosztatikai nyomásból származtatható.
A felhajtóerő meghatározható úgy, hogy kiszámítjuk a kiszorított folyadék tömegét és abból következtetünk a kiszorított folyadék súlyára, illetve a felhajtóerőre.
Arkhimédész törvényét az alábbi gondolatkísérlettel lehet igazolni: Vegyünk egy tetszőleges szabályos vagy szabálytalan alakú szilárd testet. Nyugalomban lévő folyadékban gondolatban jelöljünk ki egy olyan zárt felületet, mely megegyezik a szilárd test felületével (tehát a test és a folyadékrész térfogata egyenlő). Erre a folyadékrészre a súlya hat, mely feltételünk szerint egyensúlyban van a környezetével. Ha a folyadékrészt helyettesítjük a szilárd testtel, a megmaradt folyadék ugyanolyan erővel hat a felületére, mint az előzőekben, tehát a felhajtóerő a test térfogatával egyenlő térfogatú folyadék súlyával egyezik meg, a felhajtóerő támadási pontja pedig a folyadékrész tömegközéppontjában lesz.

## Úszás
Vegyünk egy {\displaystyle \rho _{f}\,} sűrűségű folyadékba merülő, {\displaystyle V\,} térfogatú, {\displaystyle \rho \,} sűrűségű testet. A test súlya: {\displaystyle G_{test}=\rho Vg\,}. Arkhimédész törvénye miatt rá {\displaystyle F_{felh.}=G_{f}=\rho _{f}V^{\prime }g} nagyságú felhajtóerő hat. ({\displaystyle G_{f}} a folyadék felhajtóereje, {\displaystyle V^{\prime }} a test térfogatának folyadékba merülő része.) A test akkor van egyensúlyban, ha a két erő kiegyenlíti egymást, {\displaystyle G_{test}=F_{felh.}\,}. Ekkor a test a folyadék felszínén lebeg. Ha a felhajtóerő nagyobb, mint a test súlya, akkor a test emelkedik, ha kisebb, akkor a test süllyed.
Az egyensúlynak azonban nemcsak az a feltétele, hogy az úszó test súlya megegyezzék a felhajtóerővel, hanem az is, hogy a két erő egy függőlegesbe essék. Ha ugyanis ez nem áll fenn, a testre nyomaték hat, melynek nagysága, ha a két erő támadáspontját összekötő egyenes szakasz vízszintes vetülete {\displaystyle \Delta y\,}:
{\displaystyle M=G_{test}\Delta y\,.}
A víz felszínén úszó testek esetén a folyadék felszínének neve: úszósík. A testnek az úszósíkban lévő szelvénye az úszófelület vagy vízvonalfelület, az úszófelületet határoló síkidom a vízvonal. Megjegyzendő, hogy az említett jellemzők függenek a hajó alakján és önsúlyán kívül a tehertől, sőt attól is, hogy a hajó édesvízbe vagy tengervízbe merül.

## A felhajtóerő és a hidrosztatikai nyomás
Egy {\displaystyle \rho } sűrűségű folyadékban, {\displaystyle h} mélységben a hidrosztatikai nyomás értéke:
{\displaystyle p=\rho \cdot g\cdot h\,,}
ahol {\displaystyle g} a földi nehézségi gyorsulás.
A folyadékba helyezett testre tehát a test különböző mélységben lévő pontjainál különbözik a hidrosztatikai nyomás nagysága. Ahogy az ábráról is látszik, a nyomáskülönbségből származó erő felfelé hat. Az erők különbségének kifejezésében a kiszorított folyadék sűrűsége ({\displaystyle \rho }), test magassága ({\displaystyle h}), és alapterülete {\displaystyle A} szerepel. 
A magasság és az alapterület szorzata megegyezik a test térfogatával: {\displaystyle V=h\cdot A}.
A felhajtóerő nagysága ezért a kiszorított folyadék súlyával egyenlő:
{\displaystyle F_{f}=\rho \cdot g\cdot h\cdot A=\rho \cdot g\cdot V\,.}
A felhajtóerő tehát abból származik, hogy a folyadékban a hidrosztatikai nyomás függ a mélységtől.

## Stabilitás

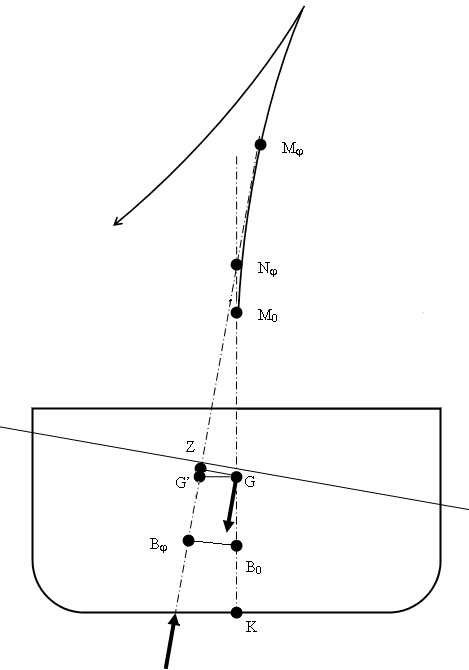
Metacentrum. M_{0}=kezdeti metacentrum, M_{φ}=φ dőlésszöghöz tartozó metacentrum

Az úszó test egyensúlyához a fentiek szerint a felhajtóerő és a test súlyának egyenlősége és az kell, hogy a két erő támadáspontja egy egyenesbe essen. Ha az úszó testet egy forgatónyomaték kitéríti (például oldalirányú szél a vitorlás hajót), akkor az új helyzetbe került test felhajtóereje és súlya nem esik egy egyenesbe, az ebből származó nyomaték egyensúlyt tart a kitérítő nyomatékkal. Az úszási tengely és a felhajtóerőnek a kitérített helyzetbeni egyenesének metszéspontja a metacentrum. A test egyensúlyi helyzete akkor stabil, ha a metacentrum a test tömegközéppontja felett helyezkedik el. Ha a két pont egybeesik, az egyensúly közömbös (például üres ledugózott palack esetében), ha a metacentrum a tömegközéppont alatt helyezkedik el, az egyensúly labilis, a legkisebb kitérítésre a test felfordul.
A tömegközéppont és a metacentrum távolsága a metacentrikus magasság a stabilitásra jellemző szám. A metacentrikus magasság nem állandó érték, a kitérés szögétől függően változik. A kezdeti metacentrikus magasság, vagyis kis kitérésekre az alábbi képlettel számítható:
{\displaystyle h_{m}={\frac {I_{0}}{V}}-e\,,}
ahol 
- {\displaystyle h_{m}\,} a metacentrikus magasság,
- {\displaystyle I_{0}\,} az úszófelület másodrendű nyomatéka az elfordulás y tengelyére, az úszófelület, az úszó test és a folyadékfelszín metszéséből származó síkidom,
- {\displaystyle V\,} a kiszorított folyadéktérfogat,
- {\displaystyle e\,} a test tömegközéppontja és a kiszorított folyadéktérfogat tömegközéppontja közötti távolság nyomatékmentes helyzetben.

| Hajófajta             | Metacentrikus magasság hm [m] |
| --------------------- | ----------------------------- |
| Teherhajók            | 0,6…0,9                       |
| Személyszállító hajók | 0,45..0,6                     |
| Vitorlás hajók        | 0,9…1,5                       |
| Hadihajók             | 0,75..1,3                     |

## Kezdeti metacentrikus magasság levezetése
Kis Δφ szögelfordulásnál igaz, hogy
{\displaystyle \Delta \phi \approx \sin \Delta \phi \approx \mathrm {tg} \Delta \phi \,} és
{\displaystyle \cos \Delta \phi \approx 1\,.}

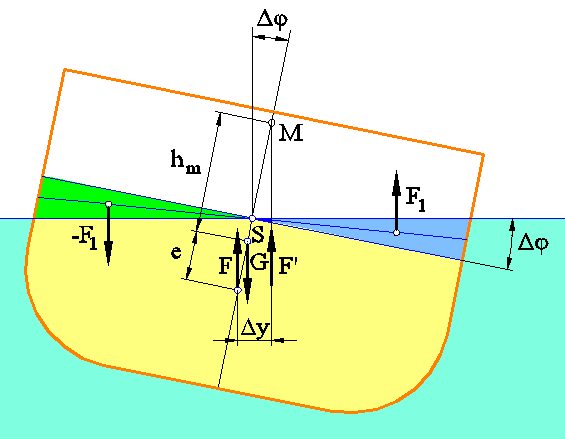
Kezdeti metacentrikus magasság
M - metacentrum
S - tömegközéppont
F - felhajtóerő

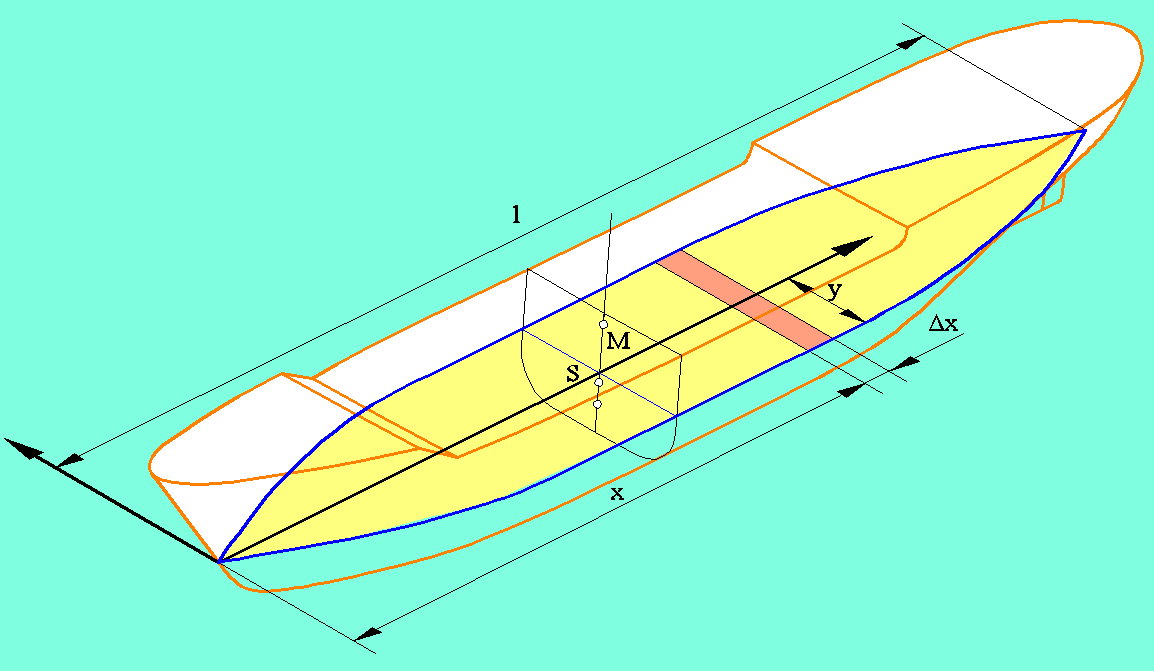
Kezdeti metacentrikus magassághoz
Kék vonal - vízvonal
Sárga idom - úszófelület

A kibillent helyzetben az ábrák szerint egy dx vastagságú réteg kiszorított víztérfogata úgy változik, hogy jobboldalt a kék háromoldalú hasábbal megnő, bal oldalon pedig a zöld háromoldalú hasábbal csökken. A felhajtóerő abszolút értéke változatlan marad (kis kitérések esetén a két háromoldalú hasáb térfogata azonos), de támadáspontja jobbra tolódik és hatásvonala az úszási tengelyt az M metacentrumban metszi.
A dx vastagságú réteget eredeti helyzetébe visszaállítani akaró nyomaték:   
{\displaystyle dM=2g\rho {\frac {y^{2}\Delta \phi }{2}}{\frac {2}{3}}ydx\,,}
az egész hajó nyomatéka pedig:
{\displaystyle M=2g\rho \Delta \phi {\frac {2}{3}}\int y^{3}dx\,.}
Ezzel a nyomatékkal a teljes V térfogat felhajtóerejének nyomatéka egyenlő:
{\displaystyle M=\Delta yVg\rho \,}
és így írható:
{\displaystyle \Delta y=\Delta \phi {\frac {{\frac {2}{3}}\int y^{3}dx}{V}}\,.}
A fenti kifejezés számlálója nem más, mint az úszófelület másodrendű nyomatéka az x tengelyre:
{\displaystyle I_{0}=\int _{0}^{l}{\frac {1}{12}}(2y)^{3}dx={\frac {2}{3}}\int _{0}^{l}y^{3}dx\,,}
{\displaystyle \Delta y=(e+h_{m})\Delta \phi \,}
így
{\displaystyle h_{m}={\frac {I_{0}}{V}}-e\,.}